# Ipomoea praecana
Ipomoea praecana es una especie fanerógama de la familia Convolvulaceae.

## Clasificación y descripción de la especie
Liana leñosa, voluble, densamente plateado-canescente; tallo de hasta 15 m o más de largo, de 10 a 20 cm de diámetro; hoja orbicular, de 8 a 23 cm de largo, de 9 a 21 cm de ancho, ápice obtuso a truncado, base levemente cordada, haz glabro, plateado-pubescente en el envés; inflorescencias con 3 o 4 flores; sépalos subiguales, anchamente ovados, de 15 a 20 mm de largo, plateado-pubescentes; corola con forma de embudo (infundibuliforme), de 7 a 9 cm de largo, blanca, a veces con ligero tinte amarillento, muy pubescente; el fruto es una cápsula ovoidea, de 1.8 a 2.5 cm de largo, con 4 semillas, pilosas en los márgenes dorsales, a veces en el ventral, pelos de 10 a 20 mm de largo.

## Distribución de la especie
Esta especie tiene una distribución restringida al sur de México, en la Depresión del Balsas y la Sierra Madre del Sur, en los estados de Colima, Michoacán, México, Morelos, Guerrero y Oaxaca.

## Ambiente terrestre
Se desarrolla en bosque tropical caducifolio y en la zona de transición con el encinar, en un rango altitudinal de entre 50 y 900 m s.n.m. Florece de octubre a enero y con frutos se encuentra de diciembre a febrero.

## Estado de conservación
No se encuentra bajo ningún estatus de protección.